# Sköldungagatan, Stockholm
För andra gator med samma namn, se även Sköldungagatan.
Sköldungagatan är en gata i Lärkstaden på Östermalm i Stockholms innerstad, med sträckning från Friggagatan till Valhallavägen. Vid Sköldungagatan 5 ligger Saudiarabiens Stockholmsambassad och vid Sköldungagatan 9 har Schweiz sin Stockholmsambassad.

## Historik och gatuinformation
I en stadsplan från 1902, upprättad av arkitekt Per Olof Hallman, bildades till en början ett enda stort långsmalt kvarter vilket kallades Lärkan som inte avskildes av några gator. 1907 antogs en ny stadsplan i vilken storkvarteret Lärkan delats upp i fyra mindre kvarter. Först nu delades kvarteret av tre 12 meter breda gator (från norr till söder): Tyrgatan, Sköldungagatan och Baldersgatan,  samtidigt behölls den ursprungliga fastighetsstrukturen och -storleken som fortfarande finns  kvar idag. 
Gatan fick sitt namn 1909 och är uppkallad efter Sköldungarna, en kungaätt som kallades så efter stamfadern Sköld (son till Oden). Den mest kände av ätten var Rolf Krake. Namnet ingår i kategorin gatunamn: den nordiska gudaläran.
Kvarteren Trädlärkan och Sånglärkan ligger vid norra respektive södra sidan om gatan. Kvartersnamnen är fågelrelaterade. Längden på gatan är cirka 100 meter.

## Kulturhistorisk klassificering
Av gatans tio fastigheter är två blåmärkta av Stadsmuseet i Stockholm (Trädlärkan 6 och Sånglärkan 2) vilket är den högsta klassen och innebär "att bebyggelsen bedöms ha synnerligen höga kulturhistoriska värden". Övriga byggnader är grönmärkta som betyder "särskilt värdefull från historisk, kulturhistorisk, miljömässig eller konstnärlig synpunkt".

### Samtliga fastigheter längs med Sköldungagatan
- Nr. 1: Trädlärkan 10, arkitekt John Bagger och Sigurd Westholm, byggår 1909-1910
- Nr. 2: Sånglärkan 1, arkitekt Fredrik Dahlberg, byggår 1910-1911
- Nr. 3: Trädlärkan 9, arkitekt Thor Thorén, byggår 1909-1910
- Nr. 4: Sånglärkan 2, arkitekt Folke Zettervall, byggår 1909-1910
- Nr. 5: Trädlärkan 8, arkitekt Hagström & Ekman, byggår 1909-1910
- Nr. 6: Sånglärkan 3, arkitekt Konrad Elméus, byggår 1912-1914
- Nr. 7: Trädlärkan 7, arkitekt Carl August Carlsson, byggår 1910-1911
- Nr. 8: Sånglärkan 4, arkitekt Sigfrid Larsson, byggår 1911-1912
- Nr. 9: Trädlärkan 6, arkitekt Erik Hahr, byggår 1909-1910
- Nr. 10: Sånglärkan 5, arkitekt Dorph & Höög, byggår 1909-1910

### Nutida bilder (adresser i urval)

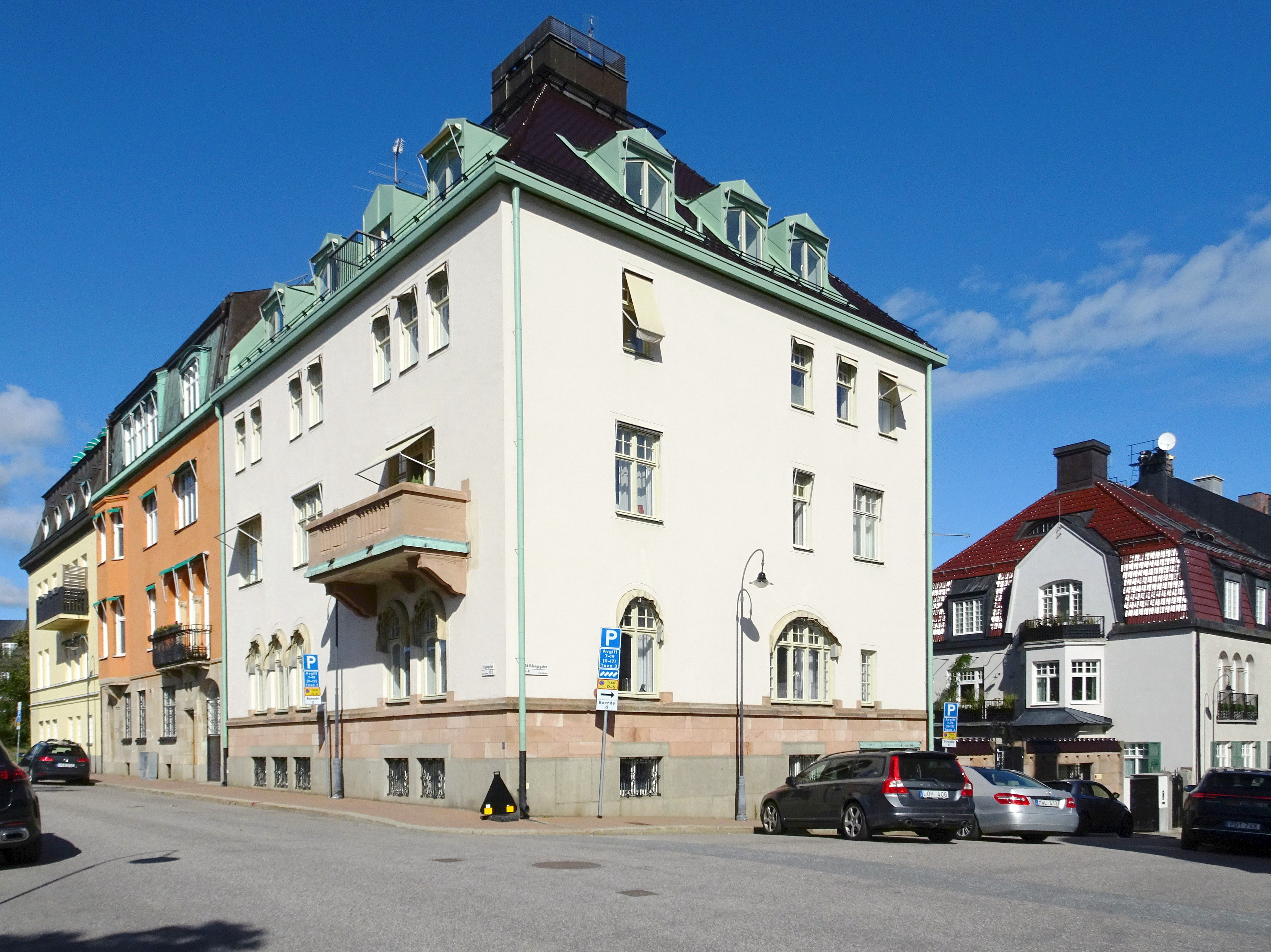
Sköldungagatan 1 Trädlärkan 10.
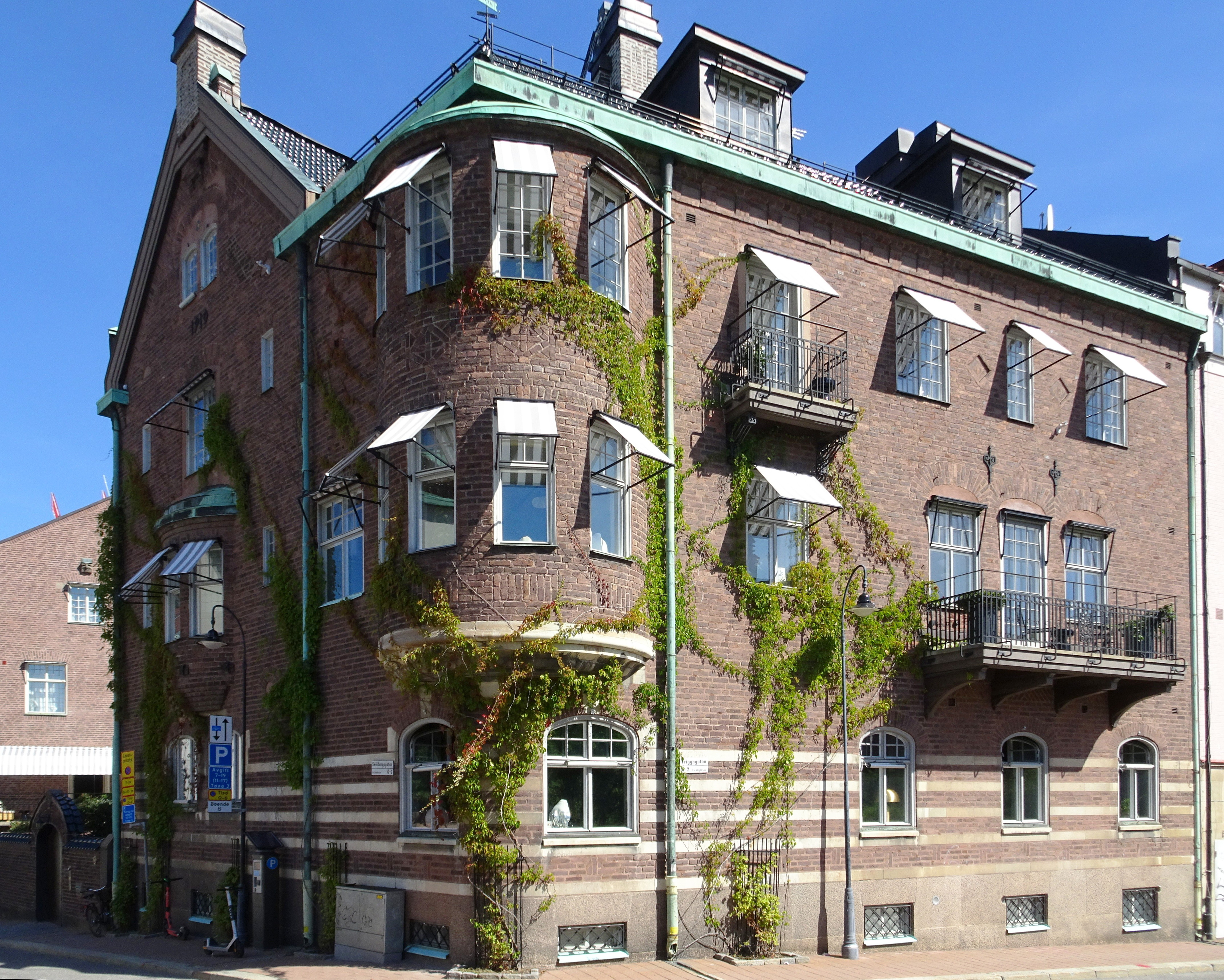
Sköldungagatan 2 Sånglärkan 1.
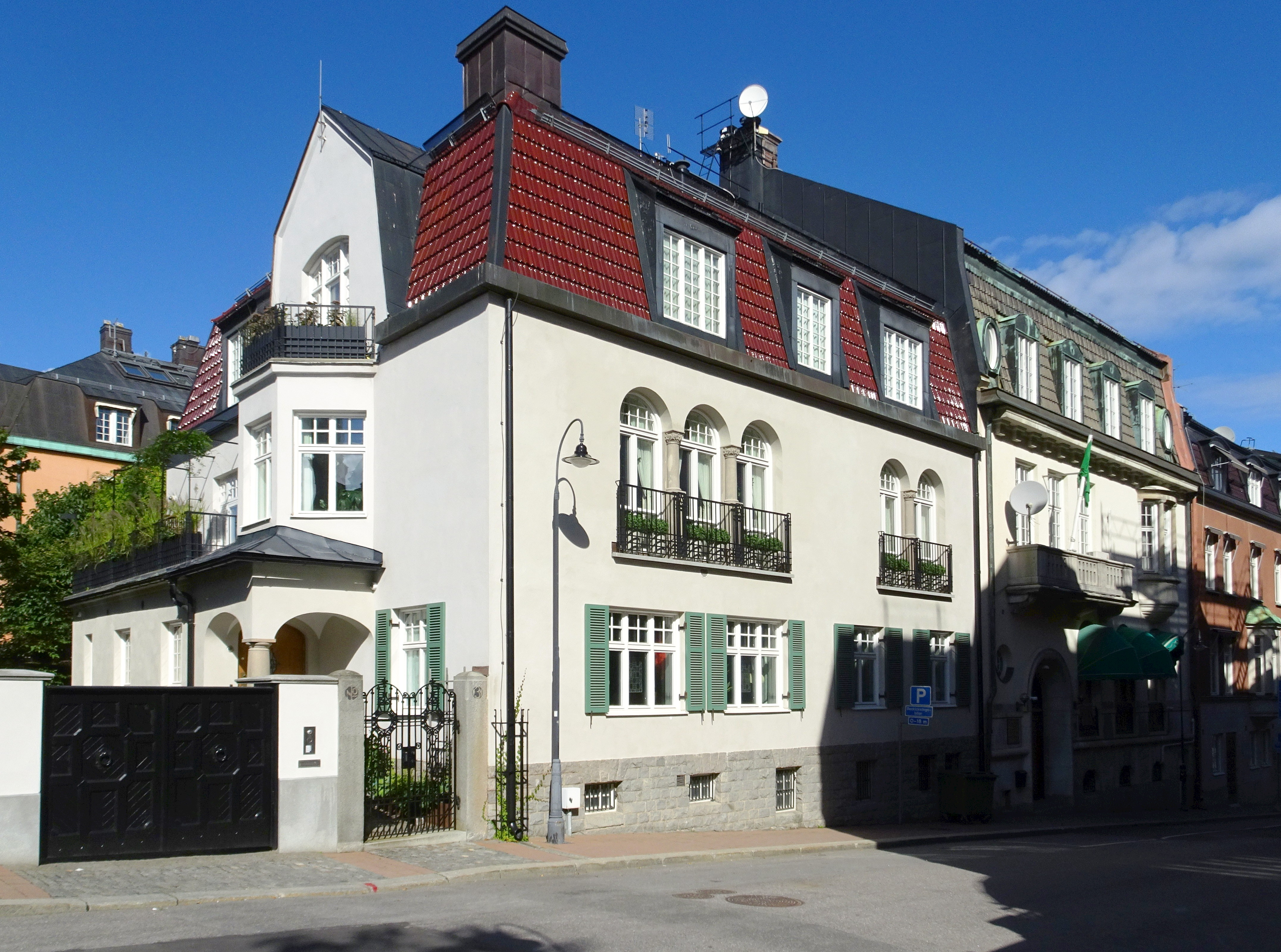
Sköldungagatan 3 Trädlärkan 9.
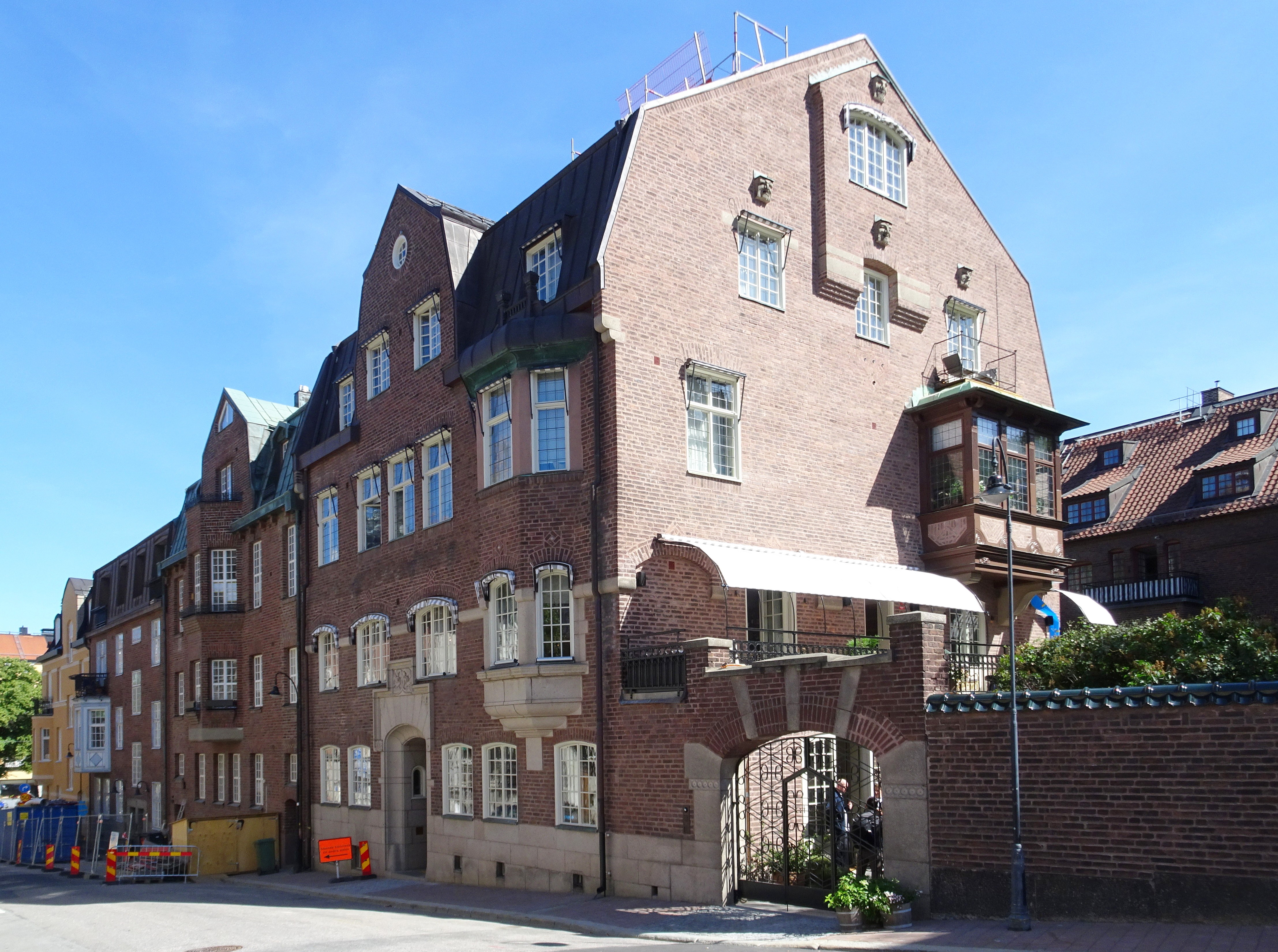
Sköldungagatan 4 Sånglärkan 2.

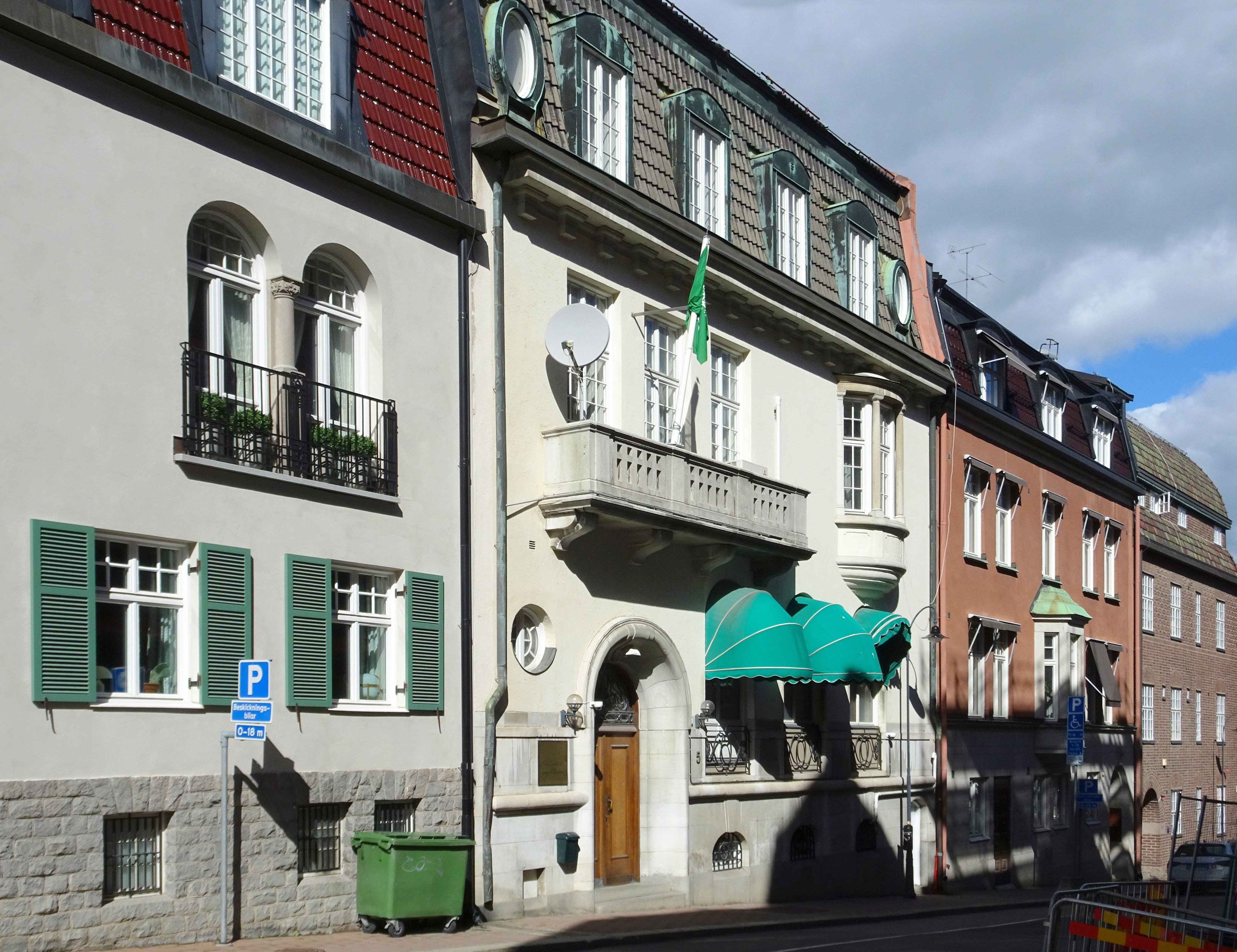
Sköldungagatan 5 Trädlärkan 8.
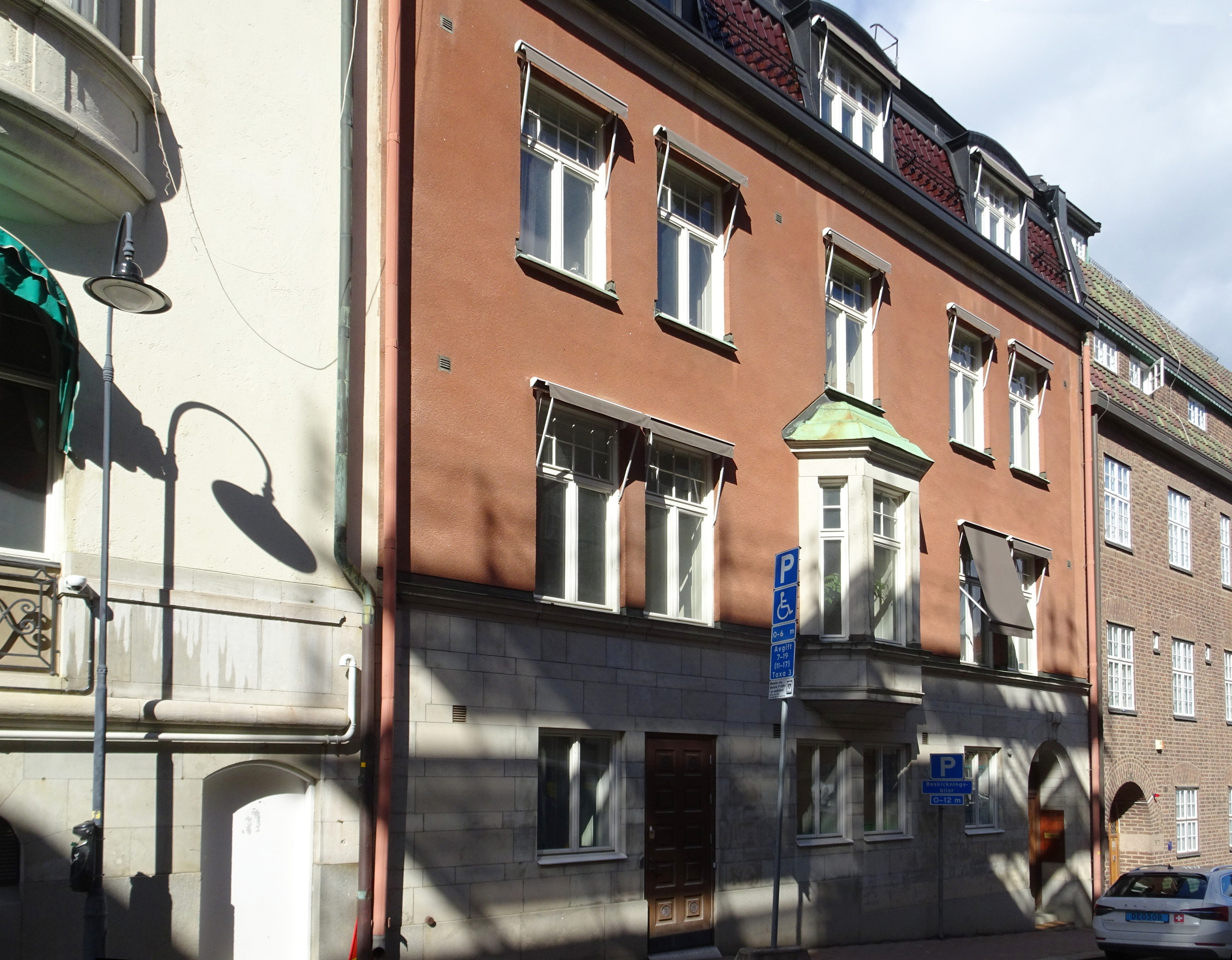
Sköldungagatan 7 Trädlärkan 7.
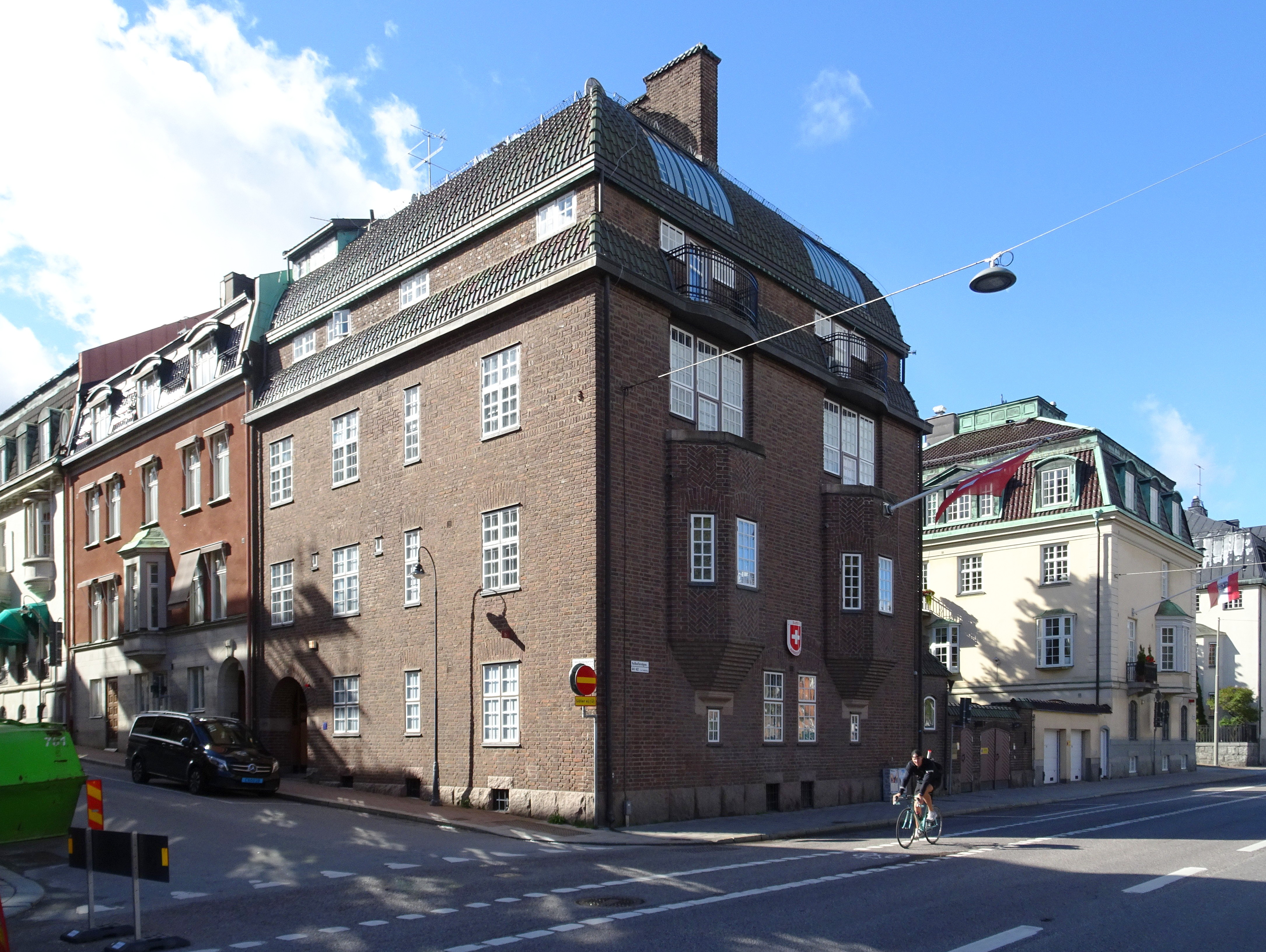
Sköldungagatan 9 Trädlärkan 6.
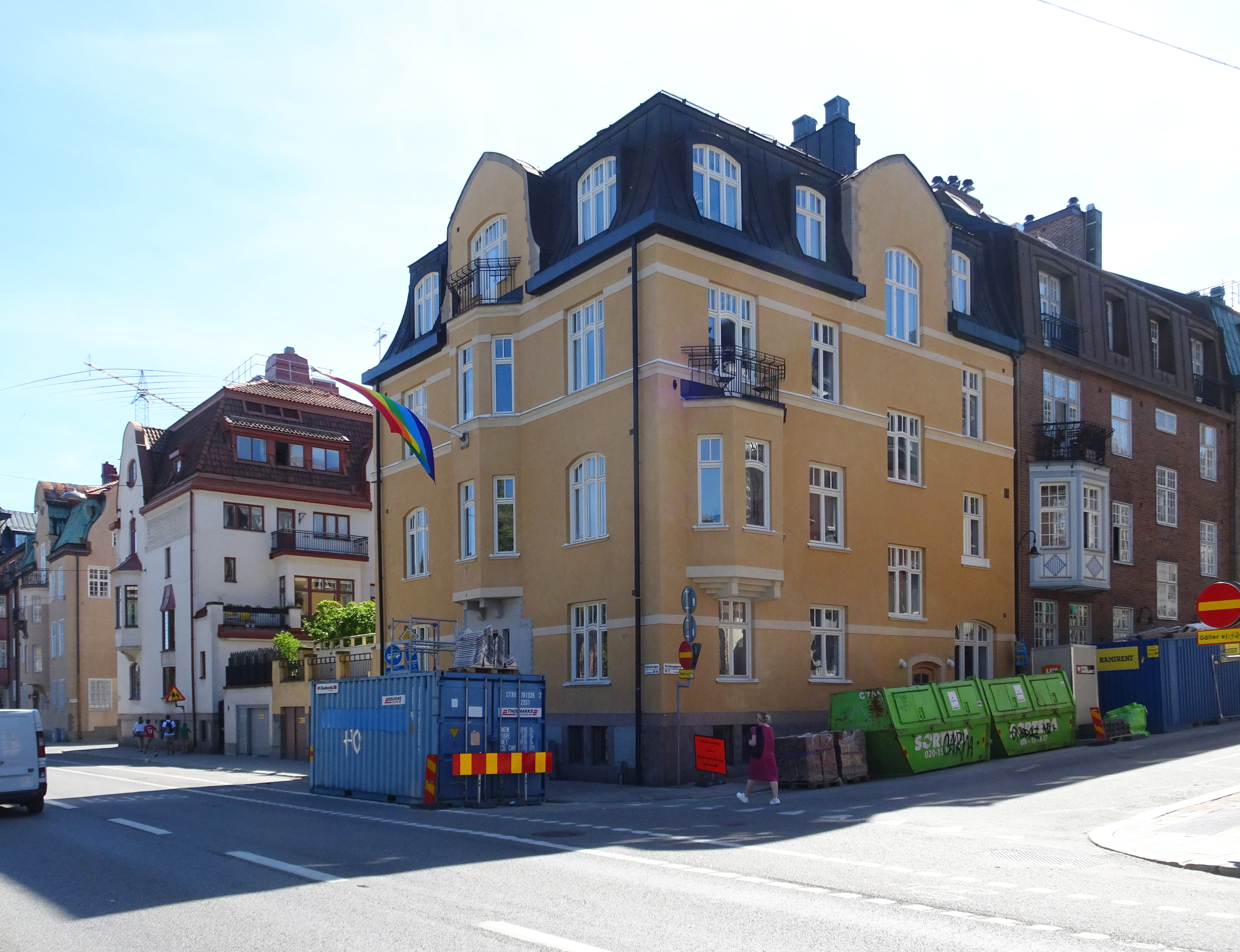
Sköldungagatan 10 Sånglärkan 5.